# Paul Tröger
Paul Tröger (* 28. Juni 1913 in Augsburg; † 20. Januar 1992 in Köln) war ein deutscher Sportjournalist und einer der führenden deutschen Schachspieler in den 1950er Jahren.

## Leben
Paul Tröger, Dr. phil., war nach dem Zweiten Weltkrieg ein erfolgreicher Schachspieler. Bereits 1928 war er in seiner Heimatstadt dem Schachklub SK Augsburg 1873 beigetreten. Er entschied sich, den Beruf eines Sportjournalisten einzuschlagen. Bei der 1951 erfolgten Wiedergründung des Fußball-Magazins kicker zählte Tröger zu den Gründungsmitgliedern und war bis 1955 Chefredakteur der Zeitschrift. Später arbeitete Tröger freiberuflich unter anderem als Chefredakteur des Konkurrenzorgans Fußball-Woche und als Redakteur der Deutschen Schachblätter.

## Erfolge

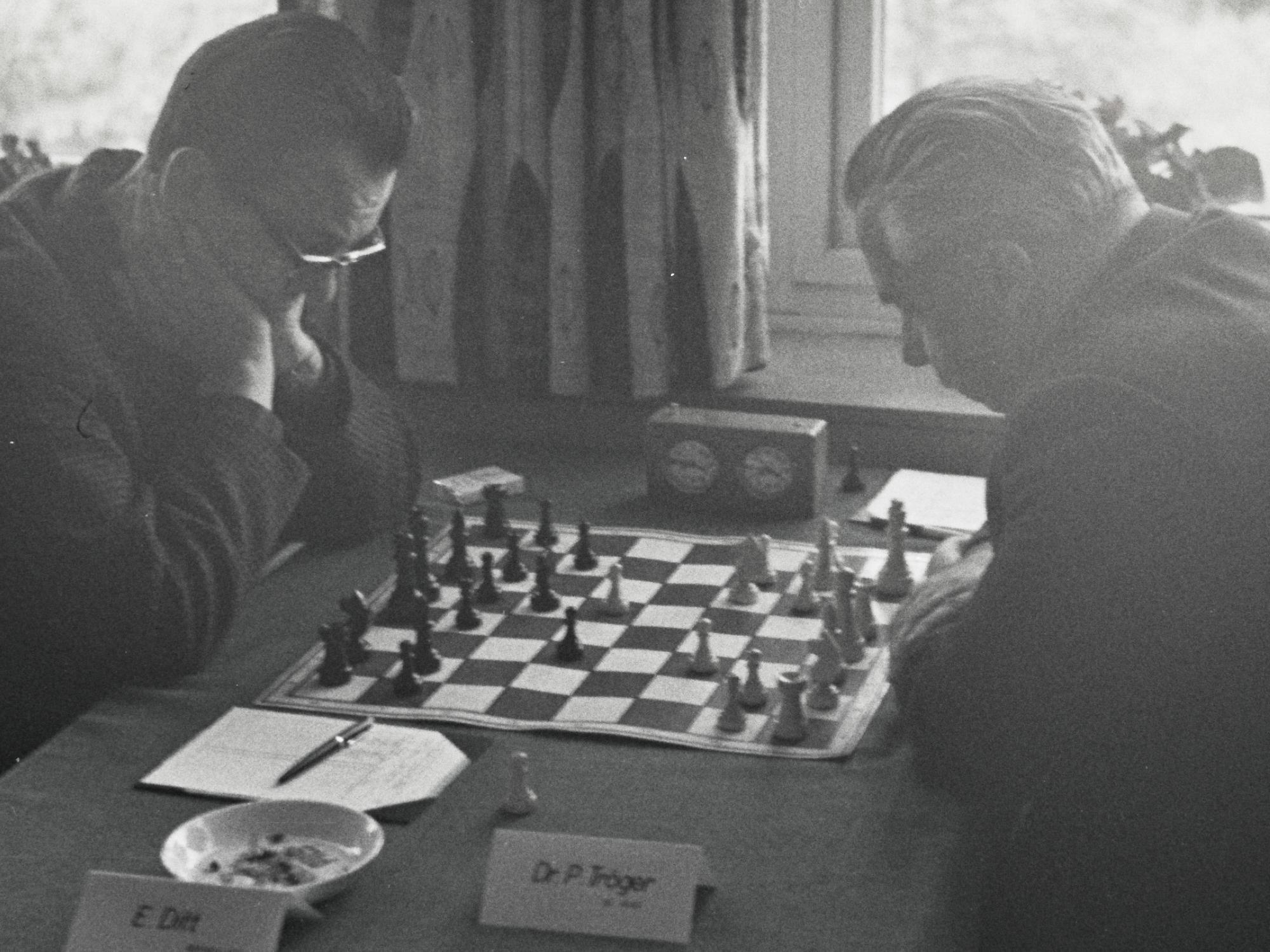
Egon Ditt und Paul Tröger, 1966

Bei der deutschen Meisterschaft 1949 in Bad Pyrmont gelang ihm ein zweiter Platz hinter Efim Bogoljubow, vor Lothar Schmid und Georg Kieninger. Mit dem Münchener SC 1836 wurde er 1952 und 1953 deutscher Mannschaftsmeister. 1957 gewann er vor Wolfgang Unzicker, Heinz Lehmann, Klaus Darga und Gerhard Pfeiffer die deutsche Meisterschaft in Bad Neuenahr. 1959 in Nürnberg wurde er Vierter bei der deutschen Meisterschaft, die Unzicker gewann. 1961 in Bad Pyrmont war er Dritter hinter Darga und Unzicker.
Tröger nahm an den Schacholympiaden 1958 in München und 1962 in Warna teil, 1962 war er gleichzeitig Kapitän der deutschen Mannschaft. 1961 und 1965 spielte er bei den Mannschaftseuropameisterschaften für die Bundesrepublik Deutschland.
Tröger gewann verschiedene internationale Turniere: 1947 siegte er in Kirchheim unter Teck, 1955 in Kapfenberg (vor Karl Robatsch). Seit den 1960er Jahren spielte er für die Kölner Bundesligamannschaft SG Porz, mit der er 1967, 1979 und 1982 deutscher Mannschaftsmeister wurde sowie 1982 und 1984 am European Club Cup teilnahm. Seine letzte Bundesligapartie spielte er in der Saison 1987/88. Im Jahr 1985 erhielt er in Dortmund die Auszeichnung Medienpreis des Deutschen Schachbundes.

## Werke
- Stuttgarter Neues Tagblatt: eine Zeitungsgeschichte. München: Inst. f. Zeitungswissenschaft an d. Univ. München; Zeitungswiss. Vereinigung in Komm. 1937.
- Mein Schach-Lesebuch: Kommentare, Glossen, Portraits, Partien. Bamberg: Bamberger Schachverlag 1983.
- Aus meinen Tagebüchern. Hollfeld: Beyer [1987]. ISBN 3-89168-004-X.
- Angriff und Gegenspiel: Pläne, Pointen, Pleiten. Stuttgart: Franckh 1987. ISBN 3-440-05736-4.
- Danke Partner, für Deinen Fehler! Schach, Matt, Patt – auch Meister können straucheln. Stuttgart: Franckh 1989. ISBN 3-440-05899-9.
- Von Böcken und dicken Hunden, Bamberger Schachverlag, 1984, ISBN 3-923113-05-6, 144 Seiten.